# Tolčane
Tolčane is een plaats in Slovenië en maakt deel uit van de gemeente Ivančna Gorica in de NUTS-3-regio Osrednjeslovenska. De plaats telde 45 inwoners op 1 januari 2020.